# Bandera de Reus

## Blasonament
Actualment Reus no disposa d'una bandera oficial segons la llei de regulació de símbols de Catalunya.

## Història
L'antiga bandera de Reus, utilitzada després del 1774 era vermella, un vermell més aviat fosc, amb l'escut de la ciutat al mig. L'escut era molt més complex que els utilitzats després de la guerra civil, i no es coneix quants models d'escut es van emprar sobre la bandera, ja que encara que l'escut anava variant lleugerament al llarg dels anys no es varen confeccionar moltes banderes. Sembla que només una es conserva al Museu de Reus.
Cap al 1941 es va aprovar un nou escut dissenyat un any abans per Salvador Vilaseca i cap al 1943 la bandera va ser canviada, potser perquè el vermell podia associar-se amb els derrotats a la guerra, i el fons va esdevenir blanc amb la rosa tal com va quedar al nou escut, bastant semblant a la rosa emprada de 1899 a 1941 als escuts. Després d'aquestes dates les banderes es van fabricar abundosament, fins i tot amb formats no habituals. Sembla que ja el 1941 va fabricar-se una gran bandera de gala o domàs, amb l'escut complet dissenyat el 1940 i serrell que voleiava en vertical, i que no va desaparèixer fins a finals de segle. Una altra variant eren les banderes de cornetí que es penjaven verticalment als fanals de la "Plaza d'Espanya" (avui la Plaça del Mercadal) i que tenien la rosa al mig. El model normal era rectangular (la proporció no era sempre ben bé 2:3) amb la rosa i encara que havia de ser horitzontal, es penjava verticalment. La rosa a la bandera (i abans l'escut, encara que menys) va anar evolucionant al llarg dels anys, des del primer model de 1943, passant al model heràldic més modern que devia començar amb els primers ajuntaments democràtics, fins al que s'utilitza actualment, redissenyat per l'estudi de grafisme ICON i apareix al Manual de Normes i Identitat Corporativa de l'Ajuntament de Reus. L'última actualització dels usos de l'escut és la del programa d'identitat visual de l'Ajuntament de Reus de l'any 2003 (actualitzat 
el 2006), reproducció de la rosa de l'escut dissenyada per Armand de Fluvià, no oficial però que l'Ajuntament fa servir a tots els actes.

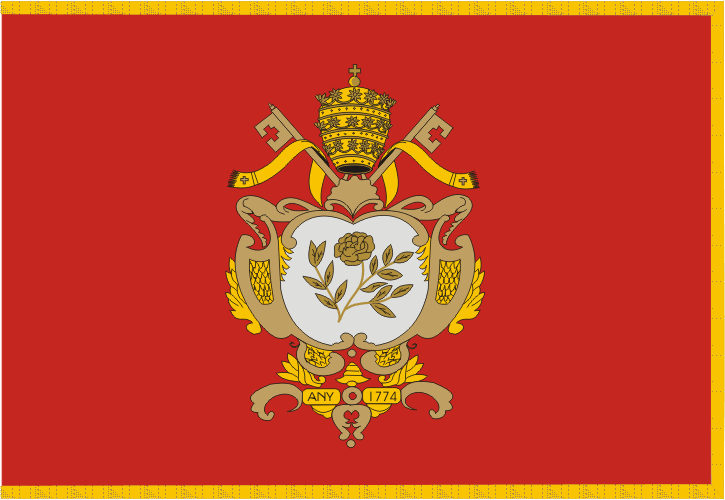
Bandera de reus el 1774
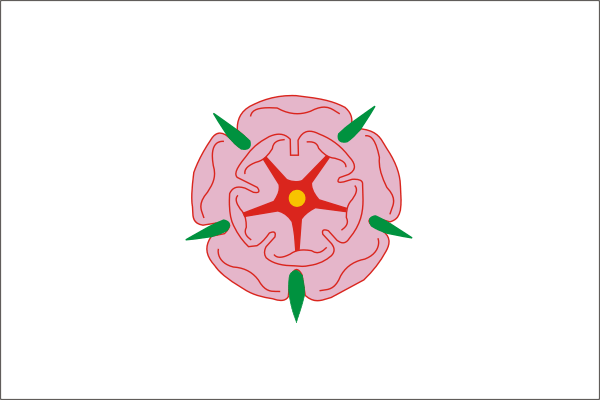
Bandera de Reus el 1943
Bandera de Reus a finals del segle XX